# Bistensee
Der Bistensee ist ein See im Naturpark Hüttener Berge in Schleswig-Holstein. 

## Lage
Der See, der sich westlich des größeren Wittensees befindet, ist rund 2,5 km lang und 1 km breit und liegt 12 m ü. NN. Er entstand in der Weichsel-Eiszeit. Die beide Seen umgebenden Endmoränen erreichen bis 72 m Höhe. 
Der Bistensee gehört zur Flussgebietseinheit Eider.
Der Bistensee ist sehr fischreich und bietet durch seine ausgeprägten Schilfgürtel vielen Vögeln während der Brutzeit Schutz.
Im Dorf Bistensee gibt es einen Campingplatz und eine Badestelle am Seeufer. Die Umgebung des Bistensees ist durch einen Wanderweg gut erschlossen.

## Galerie

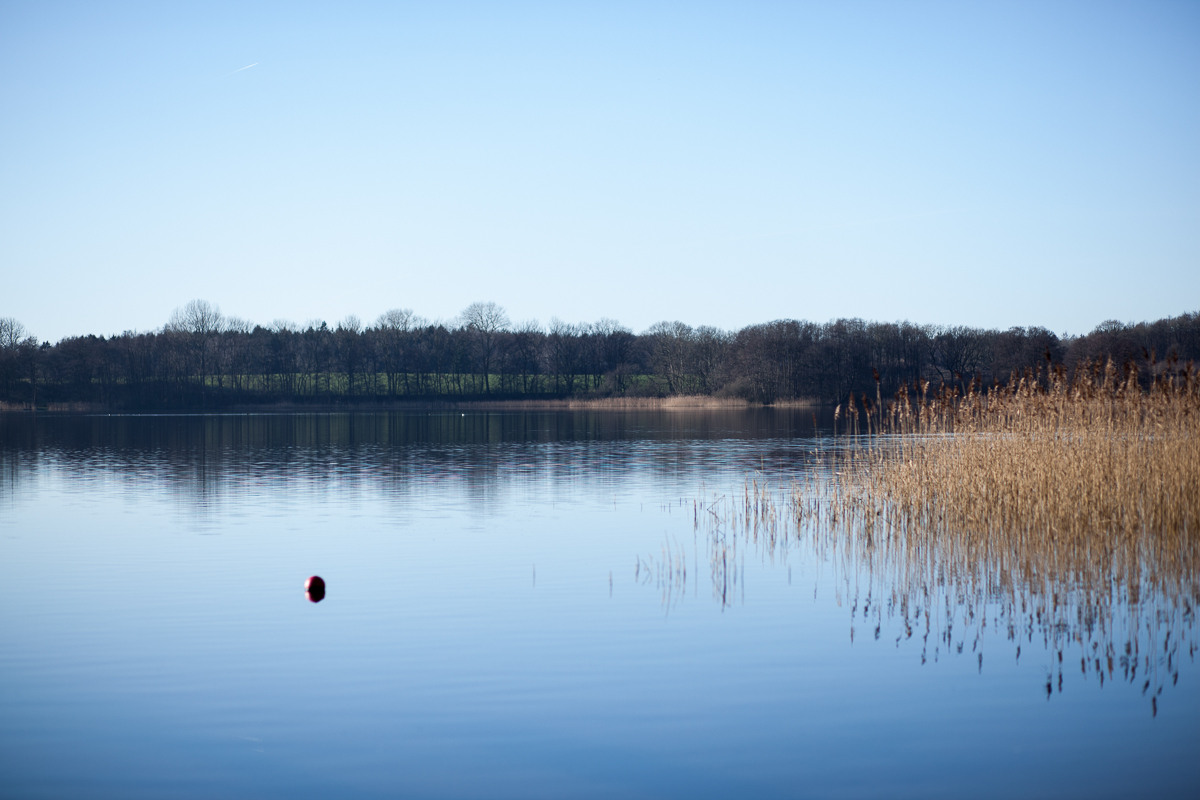
Ruhiger Bistensee am Abend
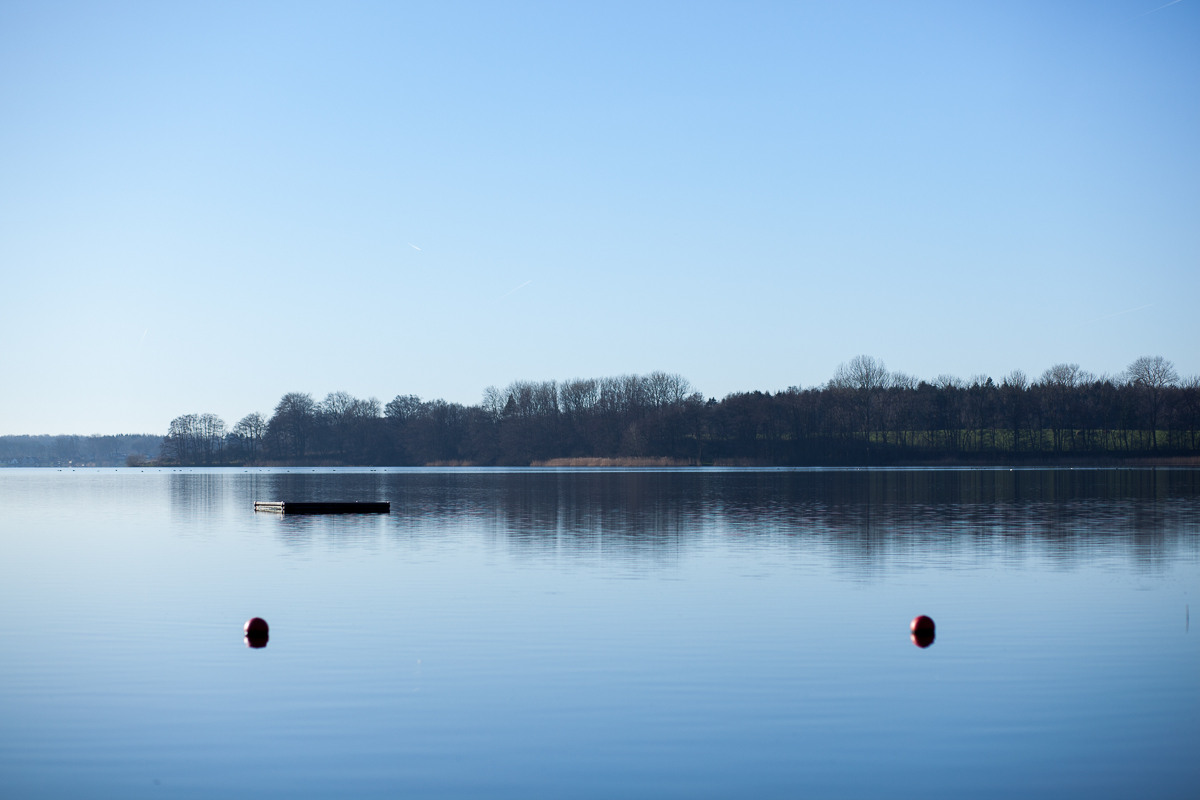
Badeinsel an der Badestelle in Ahlefeld-Bistensee